# Luperco

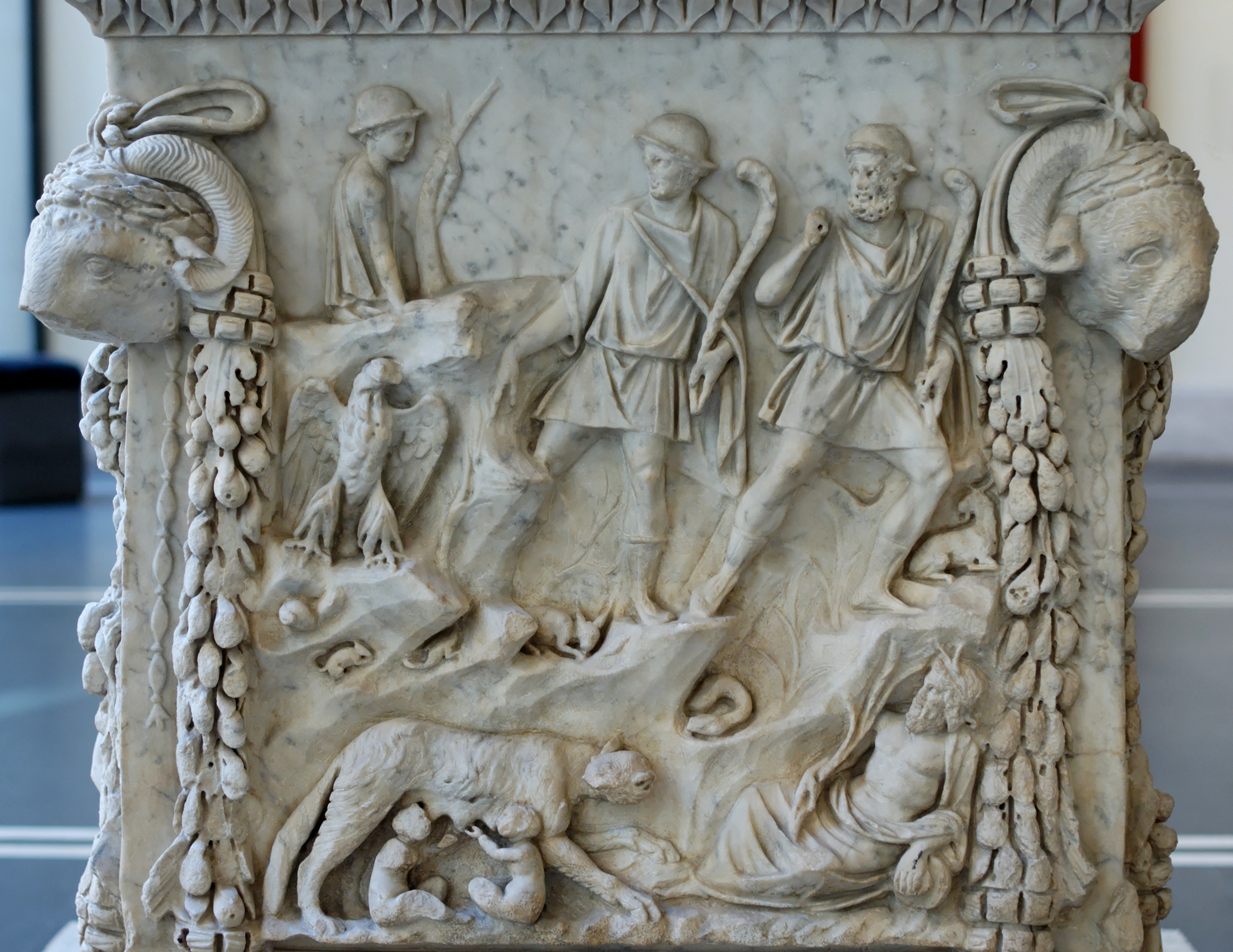
Altare in marmo raffigurante il Lupercale.

Luperco (in latino Lupercus, derivato da lupus, lupo) è un'antica divinità rurale della mitologia romana invocata a protezione della fertilità. Inizialmente identificato con il lupo sacro a Marte, viene successivamente considerato un epiteto di Fauno (faunus lupercus), per essere infine assimilato al dio Pan. 

## Il culto
In onore del dio Luperco, nella Roma antica, era ad esso dedicato un santuario, ovvero una grotta ai piedi del colle Palatino, il Lupercale (dal latino: lupercal, sacro a Luperco), la stessa grotta dove si narra che Faustolo trovò i gemelli Romolo e Remo. I suoi sacerdoti, i Luperci (dal latino: lupercalis, di Luperco), erano divisi in due sodalizi noti come i Luperci Quintili ed i Luperci Fabiani, secondo la tradizione rispettivamente derivanti dai compagni di Romolo e Remo. 
Il giorno sacro a Luperco era il 15 febbraio, e per la ricorrenza, presso il Lupercale, venivano celebrati i Lupercali (in latino: Lupercalia), che consistevano in riti di purificazione durante i quali venivano offerti in sacrificio dei caproni ed un cane, gesto cui seguiva la seconda parte del rito, in cui venivano iniziati due giovani Luperci che, con la fronte bagnata del sangue degli animali immolati e vestiti delle loro pelli, correvano attorno al Palatino, colpendo chiunque incontrassero, in particolare le donne, con fruste ottenute sempre dalla pelle degli animali sacrificati.